# Karl Alexander von Seckendorff-Aberdar
Karl Alexander Albrecht Friedrich Wilhelm Andreas Freiherr von Seckendorff-Aberdar (* 17. August 1803 in Weingartsgreuth; † 29. Januar 1855 in Stuttgart) war ein württembergischer Obersthofmeister.

## Familie
Karl Alexander von Seckendorff-Aberdar wurde als Sohn des württembergischen Oberhofmeisters Karl Alexander Sigmund Freiherr von Seckendorff-Aberdar und der Julie Karoline Henriette (1778–1837), Tochter von Albrecht von Seckendorff, geboren.
Er war verheiratet mit Melanie Henriette Eugenie Freiin von Spiegel-Peckelsheim.

## Leben
Nachdem er auf das Gymnasium gegangen war, studierte er Rechtswissenschaften in Tübingen und Göttingen. Während seines Studiums wurde er 1822 Mitglied der Burschenschaft Germania Tübingen bzw. dem dortigen Burschenvereins. Nach seinem Studium durchlief er in Württemberg verschiedene diplomatische Posten und wurde 1838 Nachfolger seines Vaters mit dem Titel Hofmarschall. Er wurde Mitglied des Oberhofrats und 1856 zum Obersthofmeister des Königs von Württemberg ernannt. Er wurde königlich württembergischer Kammerherr und Gutsherr von Unterleinleiter.

## Ehrungen
- 1846: Friedrichs-Orden, Großkreuz[1]
- Sankt-Stanislaus-Orden, Ritter 1. Klasse
- Guelphen-Orden, Großkreuz
- Orden der Eichenkrone, Großkreuz
- Hausorden vom Weißen Falken, Großkreuz
- Orden vom Zähringer Löwen, Großkreuz
- Oldenburgischer Haus- und Verdienstorden des Herzogs Peter Friedrich Ludwig, Großkreuz
- Königlich Preußischer St. Johanniter-Orden